# Oásis de Carga

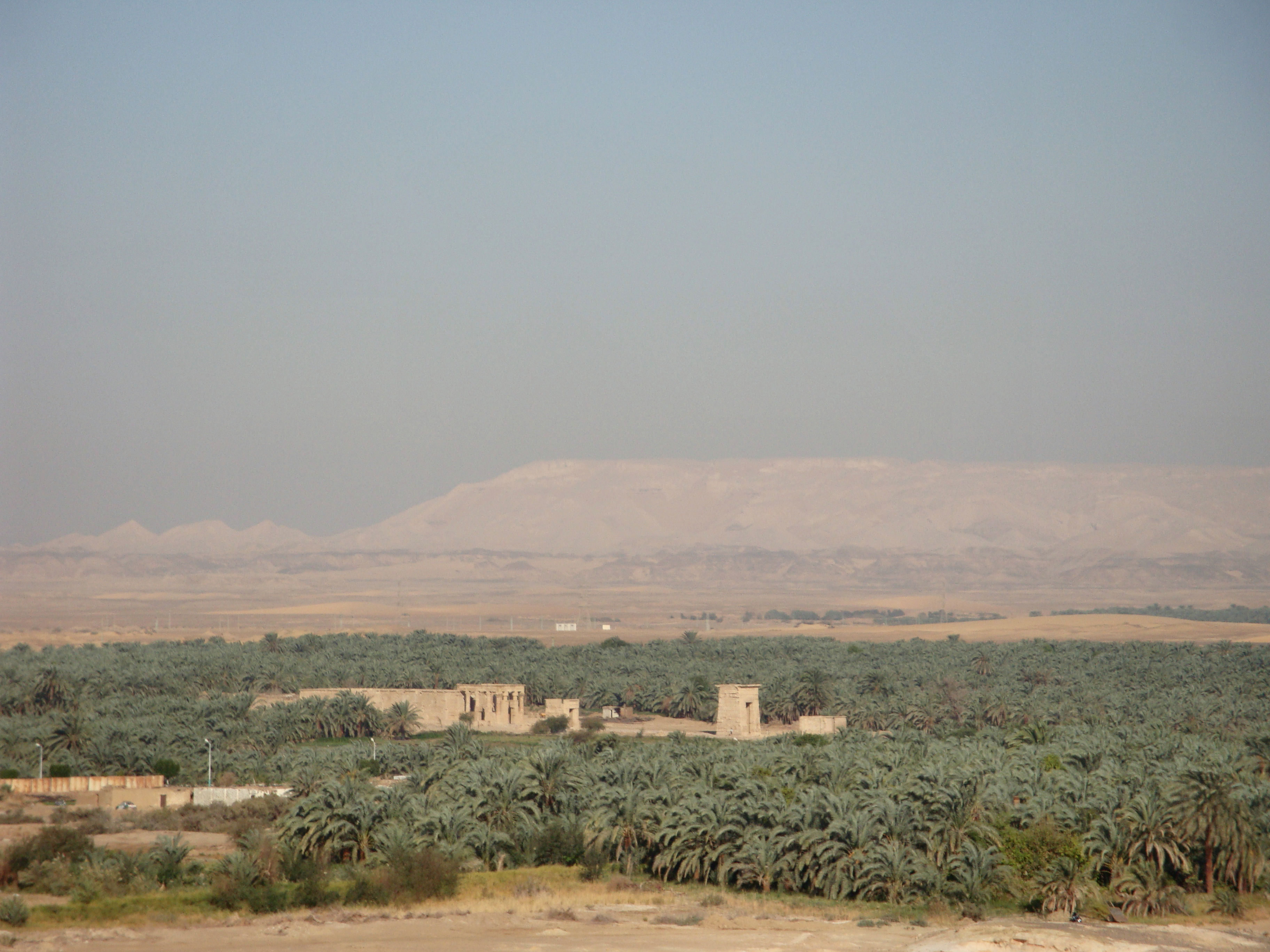
Visão de Carga com o Templo de Hibis no centro e as montanhas do deserto acima

Carga (em árabe: الخارجة; romaniz.: El Kharga) é o mais ao sul dos cinco oásis ocidentais do Egito. Está localizado no Deserto da Líbia, cerca de 200 km a oeste do Vale do Nilo, tem 150 km de extensão, e é a capital da província do Vale Novo. Este oásis, também conhecido como 'Oásis Meridional' pelos Antigos Egípcios é o maior dos oásis no Deserto da Líbia e "consiste de uma depressão com cerca de 160 km de extensão e de 20 km a 80 km de largura."
Os oásis sempre foram pontos de encontro das caravanas beduínas que vinham do deserto. No caso de Carga, isso é particularmente evidente pela presença de uma cadeia de fortalezas que os Romanos construíram para proteger Darbe Alarbaim, a longa rota das caravanas que transitavam de norte a sul entre o Médio Egito e o Sudão. Os fortes variavam em tamanho e função, alguns são apenas pequenos postos avançados, outros protegiam grandes assentamentos e seus campos de cultivo. Alguns foram instalados onde antigos assentamentos já existiam, enquanto outros foram erguidos em novas áreas. Todos eram construídos com tijolo cru, mas alguns também continham pequenos templos de pedra com paredes esculpidas.

Carga é o mais moderno dos oásis ocidentais do Egito. A principal cidade é altamente funcional e conta com todas as facilidades modernas, e praticamente nada resta da antiga arquitetura. Um serviço de ônibus regular conecta Carga aos outros oásis ocidentais e ao resto do Egito. A ferrovia Carga - Quena (Vale do Nilo) - Porto de Safaga (Mar Vermelho) está em serviço desde 1996.

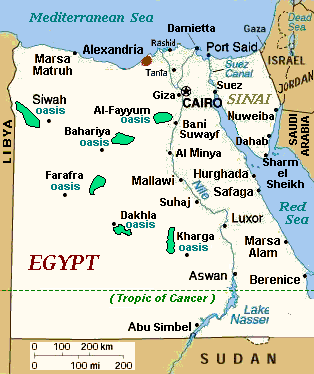
Localização de Carga (centro inferior)

## Sítios Arqueológicos
O Templo de Hibis foi fundado por Psamético II e restaurado pelos Persas durante sua ocupação do Egito, e está localizado a cerca de 2 km ao norte da moderna Carga. Há também um outro templo de cerca de 3 000 AP ao sul do oásis, em Duxe. Um antigo cemitério cristão em Al-Bagawat também funcionou no Oásis de Carga de 300 a 700, e é um dos mais antigos e bem preservados cemitérios cristãos no mundo.